# Estola longeantennata
Estola longeantennata là một loài bọ cánh cứng trong họ Cerambycidae.